# Ulug Beg
Ulug Beg Gurgan, född 22 mars 1394 i Soltaniyeh i Persien, nuvarande Iran, död den 25 eller 27 oktober 1449 i Samarkand i nuvarande Uzbekistan, var sultan av timuridriket 1447-1449. Han var sonson till Timur Lenk och blev känd som sin tids främste astronom.

## Biografi
Ulug Beg Gurgan hette egentligen Muhammad Taragay; Ulug Beg betyder "store prins". Han var son till Shah Rukh Mirza, som ärvt det timuridiska riket efter sin far Timur Lenk. Han blev genom giftermål även förenad med Djingis Khans släkt, därav tillnamnet Gurgan, "svärson". Ulug Beg var ställföreträdare för sin far i Västturkestan och efter dennes död 1447 blev han härskare i hela riket. 1449 ledde Ulug Begs äldste son ett uppror mot sin far. Fadern togs tillfånga och blev avrättad.
1941 upptäckte man att Ulug Beg låg begravd i sin farfar Timur Lenks mausoleum Gur-Emir i Samarkand, klädd som en martyr. Skelettet visade att han hade blivit halshuggen.
Ulug Beg styrde sitt rike från Samarkand. Staden blev under hans ledning ett centrum för islamisk kultur och vetenskap. 1420 grundade han en madrasa, en högre lärdomsanstalt. Där undervisade han själv liksom flera av tidens mest ansedda lärde, bland dem den persiske matematikern al-Kashi.
Asteroiden 2439 Ulugbek är uppkallad efter honom.

## Observatorium

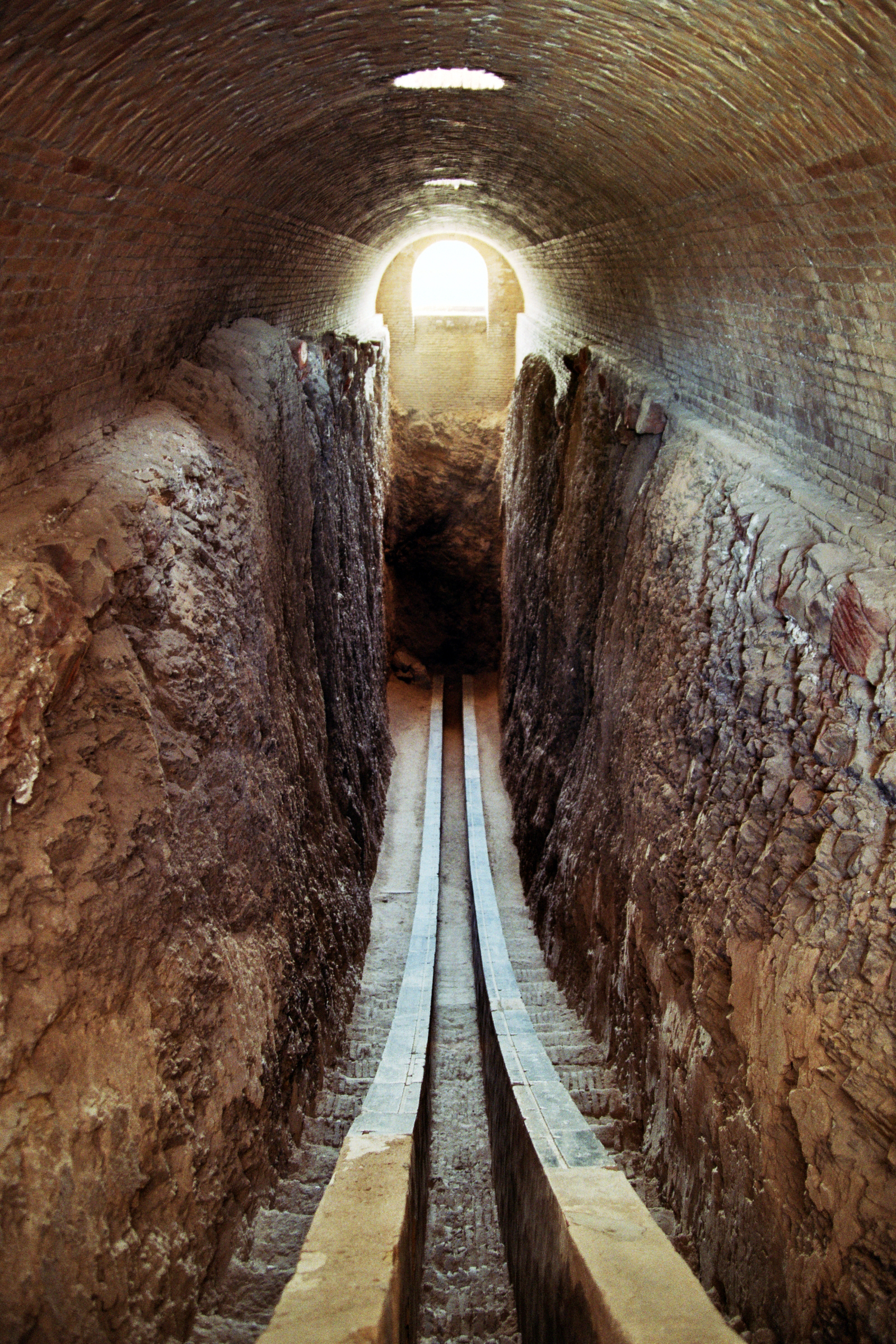
De underjordiska resterna av Ulug Begs observatorium

Som barn hade Ulug Beg besökt det stora Maragha-observatoriet i nuvarande nordvästra Iran. Där hade man byggt en stor vertikal cirkelbåge i nord-sydlig riktning med en radie på 18,4 meter. Denna meridianbåge användes för att bestämma himlakropparnas exakta positioner och detta instrument tjänade som förebild när Ulug Beg 1424-29 lät uppföra ett astronomiskt observatorium i Samarkand.
Det nya instrumentet, en Fakhri-sextant, fick en diameter på drygt 40 meter och blev därmed världens största. Dess nedersta södra del låg 11 meter under markytan och den norra delen 33 meter över marken. Två breda skenor eller murar av polerad marmor löpte parallellt ca 50 cm från varandra, se bild till höger och även överst. I marmorn fanns markeringar för grader och delar av grader.
Man vet inte exakt hur instrumentet användes men det byggdes framför allt för att studera solen, månen och planeterna. I bågens centrum, alltså fyrtio meter från bågen, bör ha funnits en siktskåra. Observatören kan ha suttit mellan marmorskenorna och med en anordning (ett sikte), som kunde löpa upp eller ner längs skenorna, siktat genom skåran mot himlakroppen. (Detta var innan kikaren började användas för astronomiska observationer.) När objektet framträdde genom de båda siktena, noterades det bakre siktets position på bågen. Samtidigt läste man av tidpunkten med hjälp av ett vattenur, en klepsydra.
Instrumentet kunde användas för att bestämma ekliptikans lutning, lutningens precession, vårdagjämningspunkten och det tropiska årets längd. 
Vid observatoriet fanns sannolikt också andra instrument, som armillarsfär, astrolabium och triquetrum. 
Efter Ulug Begs död 1449 förstördes observatoriet och med tiden upphörde också de astronomiska studierna vid madrasan. Vid början av 1500-talet återstod bara ruiner av observatoriet och med tiden glömdes platsen bort. 1908 upptäckte den ryske arkeologen V. L. Vyatkin resterna av observatoriet och på 1970-talet lät man bygga ett museum vid platsen, en höjd ca 3 km från Samarkands gamla centrum, Registan.

## Astronomiska och trigonometriska tabeller

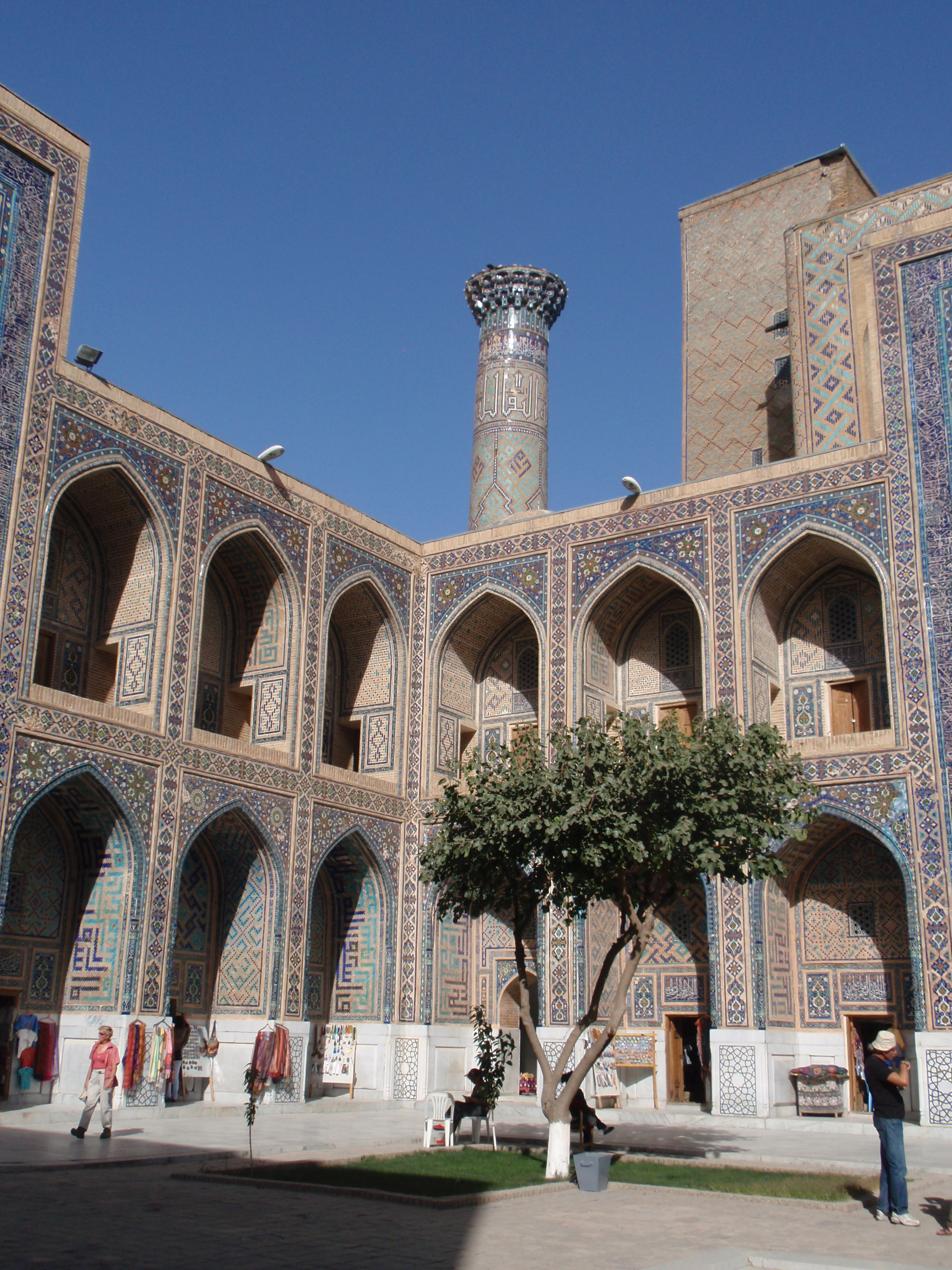
Ulug Begs madrasa i Samarkand, uppförd ca 1417-20

Ulug Beg och hans medarbetare utarbetade encyklopedin Zij-i Sultan-i Gurkani ("Gurgan-Sultanens astronomiska tabeller"), ett verk med en teoretisk del och en del med astronomiska och trigonometriska tabeller. 
Stjärnkatalogen var den första nya förteckningen sedan Hipparchos tid (ca 190-125 f.Kr). Den innehöll 1018 stjärnor, ungefär samma stjärnor som Klaodios Ptolemaios (ca 90-170 e.Kr) Almagest och grundade sig på dennes geocentriska världsbild, men stjärnornas positioner var ofta angivna med betydligt bättre noggrannhet. En del av positionerna fastställdes vid observatoriet i Samarkand, andra hämtades från en arabisk stjärnkatalog som byggde på Almagest.
De fem kända planeternas rörelser angavs med ett fel på bara 2-5 bågsekunder. (Merkurius var svårare att observera; här blev felet upp till tio bågsekunder). Ekliptikans lutning fastställdes med ett fel på 32 bågsekunder och Samarkands latitud angavs till 39° 38' (korrekt är 39° 42').
De trigonometriska tabellerna utarbetades genom att först med hjälp av successiva approximationer göra en mycket noggrann uträkning av sinus för 1 grad. Man kom fram till värdet sin 1° = 0,017452406437283571 (de två sista decimalerna är fel). Detta värde kunde man sedan använda för beräkning av sinus och tangens med nio decimaler för varje bågminut upp till 45° och sedan för var femte bågminut upp till 90°.

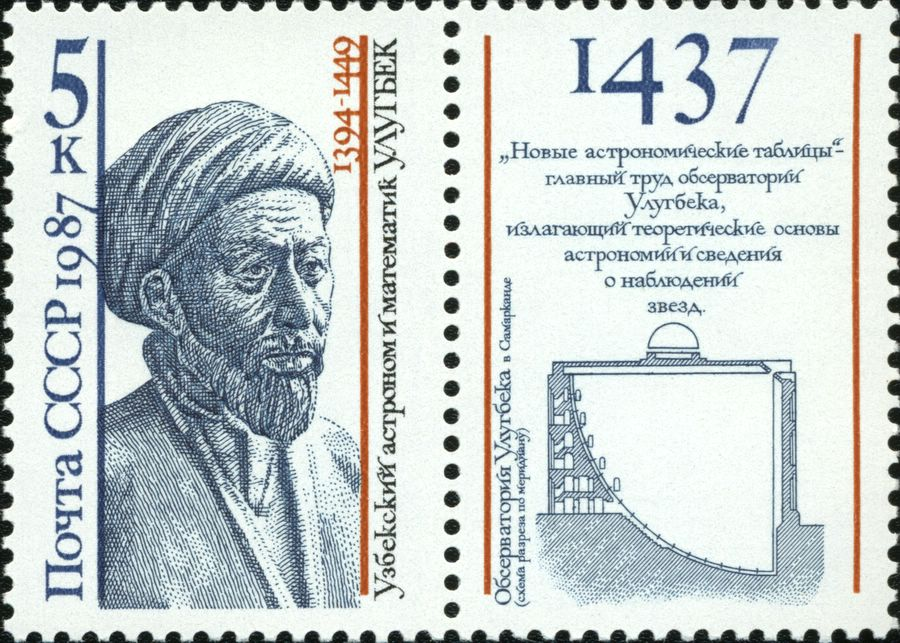
Ulug Beg och hans observatorium på ett sovjetiskt frimärke 1987